# Far (Regina Spektor)
Far è il quinto album di Regina Spektor, pubblicato il 23 giugno 2009.
Presenta 13 tracce, alcune delle quali già suonate live, prima dell'uscita. Il primo singolo estratto è stato Laughing With, il secondo Eet.

## Tracce
Tutte le canzoni sono state scritte da Regina Spektor
- The Calculation
- Eet
- Blue Lips
- Folding Chair
- Machine
- Laughing With
- Human of the Year
- Two Birds
- Dance Anthem of the 80's
- Genius Next Door
- Wallet
- One More Time with Feeling
- Man of a Thousand Faces

### Deluxe Edition
- Time Is All Around
- The Sword & the Pen

### iTunes bonus track version
- Riot Gear
- The Flowers (live)